# 蒙泰罗利耶
蒙泰罗利耶（法語：Montérolier，法語發音：[mɔ̃teʁɔlje]），又称蒙特罗利耶，是法国滨海塞纳省的一个市镇，属于迪耶普区。

## 地理
蒙泰罗利耶（49°37'45"N, 1°20'46"E）面积11.7 平方千米，位于法国诺曼底大区滨海塞纳省，该省份为法国北部沿海省份，其西部及北部濒大西洋英吉利海峡，东起顺时针与索姆省、瓦兹省、厄尔省和卡爾瓦多斯省接壤。
与蒙泰罗利耶接壤的市镇（或旧市镇、城区）包括：比希、马通维尔、罗克蒙。

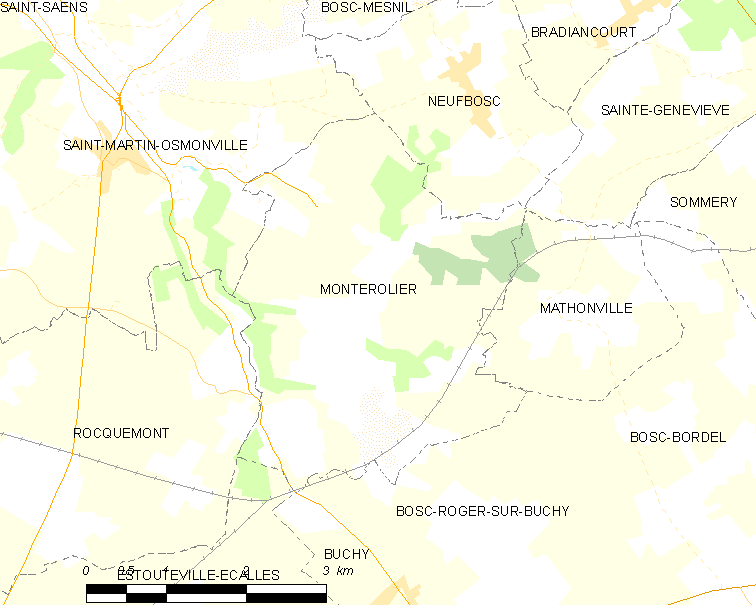
蒙泰罗利耶的OSM定位图

蒙泰罗利耶的时区为UTC+01:00、UTC+02:00（夏令时）。

## 行政
蒙泰罗利耶的邮政编码为76680，INSEE市镇编码为76445。

## 政治
蒙泰罗利耶所属的省级选区为布赖地区讷沙泰勒县。

## 人口

1962-2008年间蒙泰罗利耶人口变化图示

蒙泰罗利耶于2022年1月1日时的人口数量为603人。